# Microplitis vesperus
Microplitis vesperus är en stekelart som beskrevs av Charles Thomas Brues 1910. Microplitis vesperus ingår i släktet Microplitis och familjen bracksteklar. Inga underarter finns listade i Catalogue of Life.